# Sunnyland
Sunnyland es el sexto álbum de estudio de la banda estadounidense de pop punk Mayday Parade, siendo lanzado el 15 de junio de 2018 a través de Rise Records.

## Lista de canciones
| N.º | Título                                                                                      | Duración |  |
| 1.  | «Never Sure»                                                                                | 3:54     |  |
| 2.  | «It's Hard to Be Religious When Certain People Are Never Incinerated by Bolts of Lightning» | 3:22     |  |
| 3.  | «Piece of Your Heart»                                                                       | 3:39     |  |
| 4.  | «Is Nowhere»                                                                                | 3:51     |  |
| 5.  | «Take My Breath Away»                                                                       | 3:55     |  |
| 6.  | «Stay the Same»                                                                             | 3:21     |  |
| 7.  | «How Do You Like Me Now»                                                                    | 3:29     |  |
| 8.  | «Where You Are»                                                                             | 3:48     |  |
| 9.  | «If I Were You»                                                                             | 4:06     |  |
| 10. | «Satellite»                                                                                 | 4:03     |  |
| 11. | «Looks Red, Tastes Blue»                                                                    | 4:14     |  |
| 12. | «Always Leaving»                                                                            | 3:41     |  |
| 13. | «Sunnyland»                                                                                 | 3:53     |  |

| Sunnyland B-Sides | |          |  |
| N.º               | Título                                                                                                 | Duración |  |
| 1.                | «It's Hard to Be Religious When Certain People Are Never Incinerated by Bolts of Lightning (Acústico)» | 3:29     |  |
| 2.                | «Turn My Back»                                                                                         | 3:33     |  |

## Personal
Mayday Parade
- Derek Sanders - voz principal, teclado
- Alex García - guitarra principal
- Brooks Betts - guitarra rítmica
- Jeremy Lenzo - bajo, coros
- Jake Bundrick - batería, coros